# 善勝寺 (鴻巣市)
善勝寺（ぜんしょうじ）は、埼玉県鴻巣市にある臨済宗妙心寺派の寺院。

## 歴史
天正年間（1573年 - 1592年）、清庵祖銀によって開山された。
1992年（平成4年）に本堂が再建された。また当寺では檀信徒に将来にわたって寄付を要求しないと宣言して、寺院会計を明朗化した。その甲斐あって、最近では元々の地域住民80戸だけでなく、東京からの檀家も増えているという。
当寺の本尊は釈迦如来である。旧本尊も釈迦如来で、そちらは現在、根津美術館に収蔵されている。

## 交通アクセス
- 路線バス榎戸停留所より徒歩23分。